# Челюстно-лицевой госпиталь для ветеранов войн

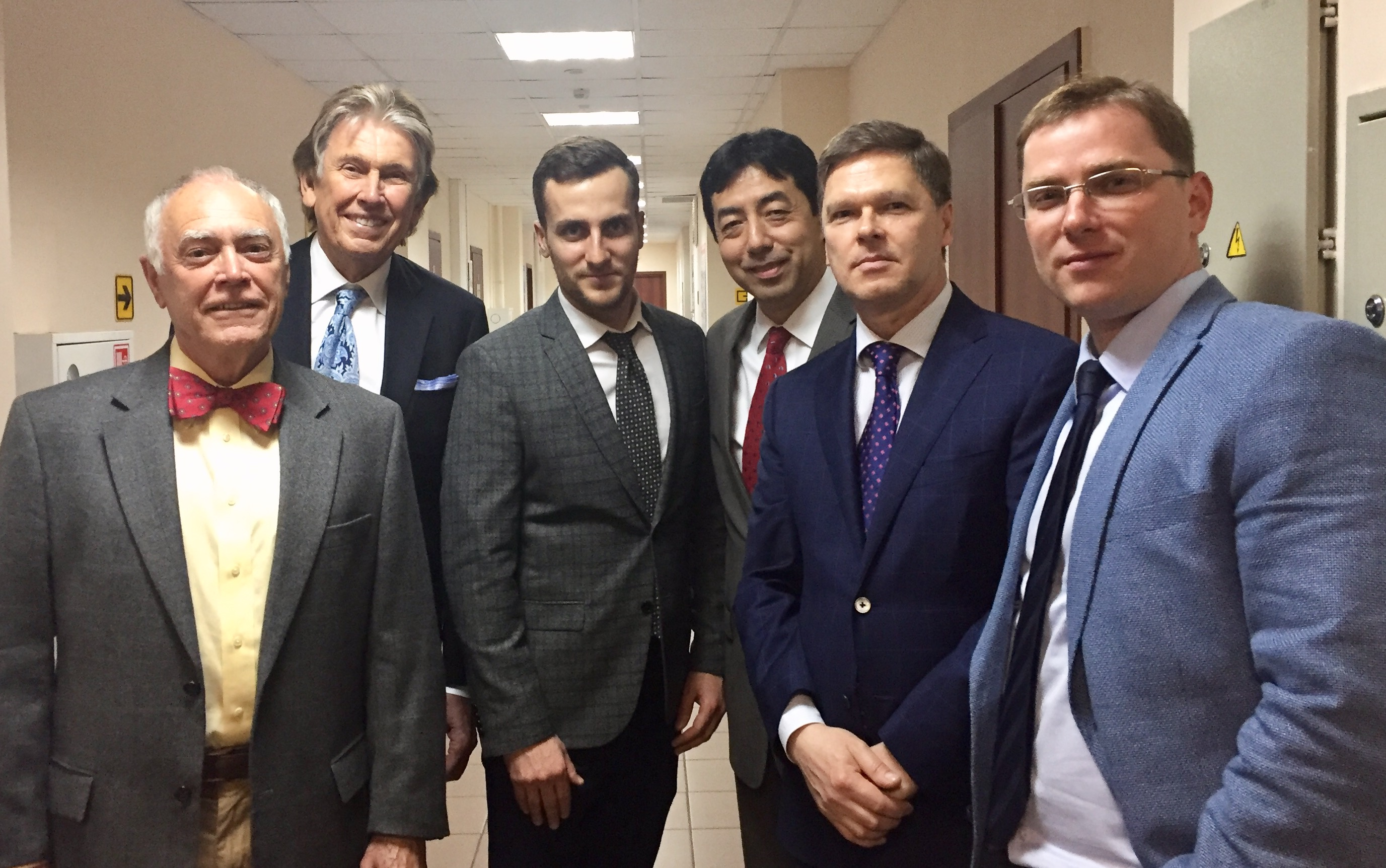
2015 г. Челюстно-лицевой госпиталь для ветеранов войн ДЗМ. Международная научно-практическая конференция по челюстно-лицевой хирургии. (Москва, Россия). Слева на право: Дерек Брюс. Бакалавр медицины и хирургии. Детский национальный медицинский центр, центр неврологии и поведенческой медицины (США).Кеннет Е. Сельер. Доктор медицинских наук, профессор. Председатель всемирного фонда черепно-лицевой хирургии (США). Глязер И. С. Челюстно-лицевой хирург. Морозовская детская больница (Москва, Россия). Акира Ямада. Доктор медицинских наук, профессор, доцент кафедры пластической хирургии Университета Резерва, приглашенный профессор по пластической хирургии Гарвардской медицинской школы (США). Бельченко В.А. Доктор медицинских наук, Профессор. Главный врач "Челюстно-лицевого госпиталя для ветеранов войн ДЗМ". (Москва, Россия). Голованев П.С. Пластический хирург, челюстно-лицевой хирург. (Москва, Россия).

Челюстно-лицевой госпиталь для ветеранов войн ДЗМ (ГБУЗ «Челюстно-лицевой госпиталь для ветеранов войн ДЗМ») — старейшее монопрофильное стоматологическое медицинское учреждение столицы, созданное в начале Великой Отечественной войны. Именно сюда привозили солдат с тяжелыми зубочелюстными и смешанными травмами. Сегодня госпиталь — одна из ведущих клиник в Москве, где оказывают терапевтическую, хирургическую и ортопедическую помощь пациентам с различными врожденными и приобретенными заболеваниями челюстно-лицевой области.

## История госпиталя
Здание госпиталя было построено в 1931 году американской фирмой «Лонгэйкр» по заказу Моссовета, в популярном в эпоху советской индустриализации стиле конструктивизма, для московской школы № 540. В те годы школа предназначалась только для девочек и в ней обучалось 4000 детей в три смены.

Через 9 дней после начала Великой Отечественной войны, 1 июля 1941 года, в первые, самые тяжелые дни здание было оперативно переоборудовано в госпиталь для раненых, который получил название «2-я Временная больница Ленинского района г. Москвы», а 3 января 1942 года она была переименована в «Эвакогоспиталь № 5008» Мосгорздравотдела и в период 1941—42 годов госпиталь имел статус фронтового.
За пять военных лет в госпитале было пролечено более 10 000 раненых солдат и офицеров, 70% из которых вернулись в ряды Советской армии.
С 1945 по 1965 годы в госпитале прошли лечение более 30 000 инвалидов Великой Отечественной войны с последствиями повреждений челюстно-лицевой области, лор-органов и глаз. Одновременно госпиталь нес социальную функцию реабилитации ветеранов и инвалидов. На его базе были организованы курсы, которые позволили тысячам людей, прошедших войну, освоить различные профессии и вернуться к нормальной жизни.

В 1946 году при госпитале был сформирован стоматологический совет, впоследствии ставший организационно методическим отделом города Москвы по стоматологии. В состав совета вошли самые видные на тот момент ученые, врачи – стоматологи: профессора А. Э. Рауэр, Н. М. Михельсон, И. М. Старобинский, Г. А. Васильев и другие специалисты. Центр осуществлял организационно-методическое руководство работой районных и городских стоматологов Москвы.
В 1947 году госпиталь был переименован в «Челюстно-лицевой госпиталь для инвалидов Отечественной войны», а в 1993 в «Челюстно-лицевой госпиталь для ветеранов войн ДЗМ».
В период с 2011 по 2014 гг., в рамках реализации программы Мэра Москвы С. С. Собянина по модернизации здравоохранения города, в госпитале был проведен капитальный ремонт и полная замена технического оснащения госпиталя и поликлиники на самое современное, в эксплуатацию было введено более 6 тысяч единиц самого современного медицинского оборудования.

## Госпиталь сегодня
Сегодня госпиталь для ветеранов войн — это современное лечебное учреждение со стационаром, рассчитанным на размещение 117 пациентов, который в соответствии с территориальной программой государственных гарантий бесплатного оказания гражданам медицинской помощи в городе Москве осуществляет как плановые, так и экстренные госпитализации взрослых пациентов с патологией челюстно-лицевой области.
В структуру госпиталя входит стоматологическая поликлиника с пропускной способностью в 750 посещений в смену, задачей которого является профилактика, диагностика, лечение и реабилитация пациентов с заболеваниями зубочелюстной системы, слизистой оболочки рта, тканей пародонта.
Работает круглосуточный стоматологический кабинет, куда обращаются пациенты для получения неотложной помощи. Успешно функционирует собственная высокотехнологичная зуботехническая лаборатория, способная производит все виды зубных протезов, в том числе с использованием системы компьютерного проектирования и изготовления — CAD/CAM.
Диагностическая база госпиталя представлена собственными рентгенологическим отделением и клинико-диагностической лабораторией, оснащенными высокотехнологичной медицинской аппаратурой, позволяющей проводить клинические исследования, компьютерную томографию с 3D моделированием области исследования, ортопантомографию и др.
Челюстно-лицевой госпиталь для ветеранов войн за годы работы стал ведущим центром стоматологии и челюстно-лицевой хирургии, сочетая практическую деятельность с научной и образовательной. Помимо лечебных и диагностических отделений в госпитале, совместно с кафедрой челюстно-лицевой хирургии Российского национального исследовательского медицинского университета имени Н. И. Пирогова и кафедрой челюстно-лицевой хирургии Московского Государственного Медико-Стоматологического Университета имени А. И. Евдокимова в 2016 году создана университетская клиника.
Постоянное совершенствование знаний и практических навыков на учебных базах институтов, внедрение их в практику в работе позволяет поддерживать высокий уровень качества медицинской помощи.
С марта по июнь 2020 года госпиталь, став одной из многих клиник Москвы, оказывал помощь больным с «COVID-19». За этот самоотверженный труд врачи и средний медицинский персонал госпиталя были награждены государственными наградами — орденом Пирогова и медалью Луки Крымского, а также благодарностями и почетными грамотами Мэра Москвы и Министра Здравоохранения РФ.

### Главные врачи
- Развадовский Станислав Павлович. Главный врач с 01.07 по 26.07.1941 г. с 27.07.1941 г., мобилизован в ряды РККА.
- Рабинович Н. Л. Главный врач с 27.07.1941 г. по 04.09.1941 г.
- Гранат Семен Тимофеевич. 1901 г.р. Военврач «IV ранга», Главный врач с 05.09. по 20.10.1941 г.
- Шугаева Валентина Николаевна, 1914 г.р. Капитан медицинской службы, Начальник Госпиталя с 20.10.1941 по 02.12.1945 г.
- Эпштейн Юрий Борисович. Начальник Госпиталя с 03.12.1945 г. по 14.06.1946 г. , майор медслужбы.
- Ковнер Александр Аркадьевич, 1892 гр. Майор медицинской службы, Начальник Госпиталя с 15.06.1946 по 12.02.1968 гг. Награждён медалью «За боевые заслуги» и медалью «За победу над Германией в Великой Отечественной войне 1941–1945 гг.».
- Александрова Елена Васильевна, 1913 г.р. и.о. Начальника госпиталя с 12.02.1968 г. по 08.09.1968 г.
- Аксенова Надежда Александровна, 08.08.1920 г.р. Начальник госпиталя с 09.09.1968 г. по 11.04.1977 г.
- Щукина Зинаида Ивановна, 31.08.1937 г.р. и.о. Начальника госпиталя с 12.04 по 16.08.1977 г.
- Балянская Галина Захаровна, 05.01.1927 г.р. Начальник госпиталя с 18.09.1977 г. по 27.06.2005 г. Заслуженный врач России.
- Ерофеевский Геннадий Иванович. и.о. Главного врача с 27.06.2005 г. по 13.02.2006 г.
- Хубутия Бидзина Нодариевич, 26.08.1972 г.р. Главный врач с 14.02.2006 г. по 03.04.2014 г.
- Бельченко Виктор Алексеевич, Главный врач с 04.04.2014 г. по н. в., профессор, доктор медицинских наук.

### Прежние названия госпиталя
- «2-я Временная больница Ленинского района г. Москвы» — 01.07.1941 — 02.01.1942 гг.
- «Эвакогоспиталь № 5008 Мосгорздравотдела» — 03.01.1942 — 1946 гг.
- «Челюстно-лицевой госпиталь для инвалидов Отечественной войны» — 1947 — 30.09.1993 гг.
- «Челюстно-лицевой госпиталь для ветеранов войн ДЗМ» — 01.10.1993 г. — по н. в.